# ذاكر حسين (مغني)
ذاكر حسين (بالهندية: ज़ाकिर हुसैन)‏ (9 مارس 1951 – 15 ديسمبر 2024) هو ملحن، وممثل أفلام، وضابط إيقاع هندي، ولد في مومباي. تعلم في كلية القديس خافيير في مومباي ‏.

## وصلات خارجية
- ذاكر حسين على موقع IMDb (الإنجليزية)
- ذاكر حسين على موقع روتن توميتوز (الإنجليزية)
- ذاكر حسين على موقع ميوزك برينز (الإنجليزية)
- ذاكر حسين على موقع أول موفي (الإنجليزية)
- ذاكر حسين على موقع قاعدة بيانات الأفلام السويدية (السويدية)
- ذاكر حسين على موقع إن إن دي بي (الإنجليزية)
- ذاكر حسين على موقع أول ميوزيك (الإنجليزية)
- ذاكر حسين على موقع ديسكوغز (الإنجليزية)
- ذاكر حسين على موقع قاعدة بيانات الفيلم (الإنجليزية)
- ذاكر حسين على موقع كينوبويسك (الروسية)